# 山竹伸二
山竹 伸二（やまたけ　しんじ、1965年 - ）は、日本の心理学、哲学の分野における評論家、著作家。専門は、現象学・実存論・精神分析など。同志社大学赤ちゃん学研究センター嘱託研究員。桜美林大学非常勤講師。

## 概要
広島生まれ。広島修道大学人文学部人間関係学科心理学専攻卒業。
現代社会における精神疾患と、心理療法・カウンセリングの共通原理について、現象学的視点から捉え直す作業を続けている。1998年、哲学論文「自由と主体性を求めて」で第14回暁烏敏賞を受賞。

## 著作

### 単著
- 『「本当の自分」の現象学』（NHKブックス 2006年）
- 『「認められたい」の正体　―　承認不安の時代』 (講談社現代新書 2011年)
- 『本当にわかる哲学』（日本実業出版社 2011年）
- 『朝日おとなの学びなおし 哲学 不安時代を生きる哲学』（朝日新聞出版 2012年）
- 『子育ての哲学――主体的に生きる力を育む』（ちくま新書 2014年）
- 『こころの病に挑んだ知の巨人――森田正馬・土居健郎・河合隼雄・木村敏・中井久夫』（ちくま新書 2018年）
- 『ひとはなぜ「認められたい」のか』（ちくま新書　2021年）
- 『共感の正体』（河出書房新社　2022年）
- 『心理療法の精神史』（創元社　2023年）
- 『無意識の正体』（河出書房新社　2024年）

### 共編著
- （竹田青嗣）『フロイト思想を読む-無意識の哲学』日本放送出版協会 2008年）[1]